# Следствие ведёт Да Винчи
Следствие ведёт Да Винчи — канадский детективный телесериал в жанре «полицейская драма», который рассказывает о коронере Доминике да Винчи работающего при Ванкуверском «убойном» отделе полиции.
В основу телесериала была положена биография мэра Ванкувера, Ларри Кэмпбелла, однако главная роль писалась специально под Николаса Кэмпбелла. Высоко оценённый критиками, телесериал продержался на экранах в течение 7 сезонов (по 13 эпизодов в каждом) с 1998 по 2005 год, после чего был закрыт. Позднее был снят спин-офф «Мэрия Да Винчи», состоящий из одного сезона длинною в 13 эпизодов.

## Сюжет
В Ванкувере детективы полиции занимаются расследованием различных преступлений, таких, как убийства и другие посягательства на личность людей. Однако любому делу о странной смерти начало даёт коронер, коим и является Доминик Да Винчи. Этот человек когда-то работал тайным офицером Королевской канадской конной полиции, а сейчас он следователь, который в любом деле хочет добиться справедливости.
Много экранного времени уделяется личной жизни Доминика, его отношениям с бывшей женой и взрослеющей дочкой. Кроме того, элементы сюжетных линий многих эпизодов изображали социально-политических проблемы, с которыми столкнулся сам Ванкувер, в том числе тяжелое положение бомжей, проблема проституции и секс-рабство.
Телесериал отличается своим необычным форматом. В отличие от большинства полицейских драм, многие дела в этом телесериале не объяснены полностью, а часть даже не раскрыта; поклонники шоу считают этот стиль одним из её лучших качеств. Ещё одним особенным отличием является то, что обычно сюжет не строится вокруг каждого эпизода, а имеет множество сквозных историй на несколько.

## В ролях
| Актёр            | Роль                              |
| ---------------- | --------------------------------- |
| Николас Кэмпбелл | Доминик Да Винчи, коронер         |
| Венус Терцо      | детектив Анджела Космо            |
| Гвинет Уолш      | Патриция Да Винчи                 |
| Доннелли Роудс   | детектив Лео Шеннон               |
| Колин Каннингем  | детектив Брайан Кёртис            |
| Роберт Уизден    | Джеймс Флинн, главный коронер     |
| Иэн Трейси       | детектив Мик Лири                 |
| Джуэл Стейт      | Габриэлла Да Винчи, дочь Доминика |
| Эмили Перкинс    | Сью Льюис                         |

## Награды
Телесериал был номинирован на различные телепремии 107 раз; 40 из номинаций закончились победами.
- Джемини (18 побед)[6]
- Leo Awards (14 побед)
- Writers Guild of Canada (8 побед)